# Trine Haltvik
Trine Haltvik, född den 23 mars 1965 i Trondheim, Norge, är en norsk handbollsspelare och numera tränare.

## Klubbkarriär
Haltvik spelade för Byåsen IL under sina elitår 1981-2006 utom ett år 1999-2000 då hon var proffs i spanska Remudas Gran Canaria. Med Byåsen IL vann hon tre cuptitlar i Norge och fem  seriemästerskap. I den norska damelitserien var hon skyttedrottning 1996, 1998 och 1999.  Efter spelarkarriären blev hon tränare för det norska flicklandslaget, och spelande assisterande tränare i elitserielaget Selbu. 2006 slutade hon spela men hon gjorde senare comeback flera gånger för klubben Selbu.

## Landslagskarriär
Trine Haltviks landskampskarriär varade under 16 år: Hon debuterade i det norska landslaget mot Sverige den 14 september 1984 och hennes sista landskamp var bronsmatchen i OS  mot Sydkorea den 1 oktober 2000. Hon  vann VM-guld med Norge  1999. Hon har ytterligare två VM-medaljer, silver i VM 1997 och VM-brons 1986. Hon tog OS-silver i damernas turnering i samband med de olympiska handbollstävlingarna 1988 i Seoul. Hon tog även OS-brons i damernas turnering i samband med de olympiska handbollstävlingarna 2000 i Sydney. Och däremellan var hon med i Sommar-OS 1996 då Norge placerade sig på fjärdeplatsen. Hon hade framgångar också i EM. Då Norge vann EM-guld  1998 blev  hon utsedd till världens bäste kvinnliga handbollsspelare det året. 1996 var hon med i laget som tog EM-silver. Hon har spelat 241 landskamper för Norge och gjort 834 målilandslaget.

## Efter spelarkarriären
Trine Haltvikfick Olavstatuetten, den finaste norska utmärkelser för handbollsspelare, 1998. 2011 tävlade hon i tredje upplagan av norska Mästernas Mästare på NRK, och hon placerade sig som tvåa i tävlingen efter Finn Christian Jagge. 2019 deltog hon i norska versionen av Let’s dance.

## Individuella utmärkelser
- Olavstatuetten 1998
- Utsedd till världens bästa handbollsspelare av IHF 1998[5]